# Lorenzo Staelens
Lorenzo Staelens (n. 30 aprilie 1964) este un fost fotbalist belgian.

## Statistici
| Belgia | Belgia  | Belgia |
| An     | Meciuri | Goluri |
| ------ | ------- | ------ |
| 1990   | 3       | 0      |
| 1991   | 3       | 0      |
| 1992   | 4       | 1      |
| 1993   | 6       | 0      |
| 1994   | 11      | 0      |
| 1995   | 8       | 0      |
| 1996   | 3       | 0      |
| 1997   | 6       | 5      |
| 1998   | 8       | 0      |
| 1999   | 11      | 1      |
| 2000   | 7       | 1      |
| Total  | 70      | 8      |